# Phylloptera phyllopteroides
Phylloptera phyllopteroides är en insektsart som först beskrevs av Brunner von Wattenwyl 1878.  Phylloptera phyllopteroides ingår i släktet Phylloptera och familjen vårtbitare. Inga underarter finns listade i Catalogue of Life.